# Маніпулятор телескопічний
Маніпулятор телескопічний (рос. манипулятор телескопический; англ. racking arm, telescopic manipulator, нім. teleskopischer Manipulator m) — у буровій техніці — великий гідравлічно керований механізм, який використовується у межах основи бурової вежі для перестановки, напрямлення і стабілізації труб різного діаметра.